# Game of Thrones (игра, 2014)
Game of Thrones (с англ. — «Игра Престолов») — эпизодическая приключенческая игра, основанная на серии книг «Песнь Льда и Огня» и сериале «Игра престолов». Игра разработана Telltale Games в сотрудничестве с Ти Кори Франком, личным помощником Джорджа Р. Р. Мартина. Состоит из 6 эпизодов.

## Игровой процесс
Игровой процесс аналогичен предыдущим играм разработчика. Игрок, управляя персонажем, исследует окружающий мир и взаимодействует с элементами локации, а также собирает и использует различные предметы. Игрок может инициировать переговоры с неигровым персонажем через систему выбора. При диалогах игроку предлагается несколько вариантов ответа, за отведённое время игрок должен сделать выбор. Если игрок не выбирает ни один из вариантов, по истечении времени персонаж ничего не скажет. Выбор может повлиять на то, как будут реагировать на ваши действия другие персонажи, что впоследствии отразится на сюжете. История будет переключаться между пятью главными героями.

## Разработка
Игра анонсирована 8 декабря 2013 года на Spike Video Game Awards (VGX) 2013 компаниями Telltale Games и HBO.
«Работая с HBO, мы создаём новую игровую серию по мотивам Game of Thrones. Благодаря нашему сотрудничеству мы предложим такой игровой опыт, который очарует большую часть аудитории Game of Thrones. Они смогут управлять эпическими войнами, интригами, насилием и местью — разве не за это мы и любим Games of Thrones?» — заявил Дэн Коннор, основатель и глава Telltale Games.
21 ноября 2014 года в сети появился первый трейлер игры.

## Повествование
Игра повествует историю Дома Форрестеров, расположенного на севере Вестероса. Повествование будет идти от лица пяти героев. Форрестеры являются вассалами Старков. Они владеют лесом железных деревьев. Участники дома в сериале пока не фигурировали, но они упоминались в серии книг Джорджа Мартина, на которой основано телешоу. В игре встретятся такие локации как Стена, Королевская гавань и т. д. События игры начинаются после окончания событий 3-го сезона одноимённого сериала и заканчиваются перед событиями 5-го сезона.

## Озвучивание
- Даниель Кендрик — Гаред Таттл[4]
- Расс Бэйн — Родрик Форрестер[4]
- Алекс Джордан — Эшер Форрестер[4]
- Марта Макинтош — Мира Форрестер[4]
- Кристофер Нельсон — Итан Форрестер[4]
- Лина Хиди — Серсея Ланнистер[4]
- Натали Дормер — Маргери Тирелл[4]
- Питер Динклэйдж — Тирион Ланнистер[4]
- Иван Реон — Рамси Сноу[4]
- Кит Харингтон — Джон Сноу[4]
- Эмилия Кларк — Дейенерис Таргариен[4]
- Жан-Бенуа Бланк — Малкольм Брэнфилд, Термунд, отец Гареда[4]
- Робин Аткин Даунс — Грегор Форрестер, Дункан Таттл, Андрос[4]
- Дэвид Франклин — Ортенгрин[4]
- Брайан Джордж — Ройланд Дегор, Тазал[4]
- Джеффри Лисли — Ладд Уайтхилл, Норрен[4]
- Алистер Джеймс — Бритт[4]
- Наташа Лоринг — Сера[4]
- Юрий Лоуентал — Том, Эрик, Финн[4]
- Мэттью Мерсер — Боуэн, Фегг, солдат Болтона[4]
- Лара Пулвер — Элисса Форрестер[4]
- Молли Стоун — Талия Форрестер[4]
- Луис Сак — Район Форрестер[4]
- Лора Бэйли — Гвин Уайтхилл[4]
- Джозеф Бальдеррама — Коттер[4]
- Джереми Кратчли — Деннер Обмороженные Пальцы[4]
- Токс Олагундойе — Беска[4]
- Эми Пембертон — Элейна Гленмор[4]
- Фабио Тассоне — Люкан, миэринский стражник[4]
- Оуэн Томас — Дэмиен[4]
- Саша Давин — Грифф Уайтхилл[4]
- Адам Лидбитер — Крофт, солдат Уайтхилла[4]
- Рон Боттитта — Харис, солдат Уайтхилла, солдат Ланнистера[4]
- Клэр Луис Коннолли — Сильви[4]
- Мэтт Литтлер — Артур Гленмор[4]
- Карл Прекопп — Лиман Ланнистер[4]
- Роб Ракстро — Гарибальд Тарвик, миэринский раб, Ворона[4]
- Пол Накаучи — Кровавая Песнь[4]
- Джо Самоа — Зверь[4]
- Джэй Джейкобс — Амайя[4]
- Джо Тандберг — Джозера Сноу[4]
- Ник Афка Томас — Рикард Моргрин[4]
- Нина Индис — Эльзера Сноу[4]

Доп. голоса:
- Мэттью Волф[4]
- Эрин Иветт (в титрах не указана)
- Элис Култхард[4]
- Лайам О’Брайэн
- Тамарин Пэйн
- Хелен Сэдлер[4]
- Джо Уайатт[4]

## Эпизоды

### Episode 1 — «Iron From Ice» (Эпизод Первый — «Железные изо Льда»)
Цитата этого эпизода: «Север помнит.» — Тирион Ланнистер.
| Сводный рейтинг       | Сводный рейтинг                           |
| Агрегатор             | Оценка                                    |
| --------------------- | ----------------------------------------- |
| GameRankings          | 74,37 % (PC) 77,82 % (PS4) 82,73 % (XONE) |
| Metacritic            | 74/100 (PC) 82/100 (PS4) 80/100 (XOne)    |
| Иноязычные издания    |                                           |
| Издание               | Оценка                                    |
| GameSpot              | 8/10                                      |
| IGN                   | 8/10                                      |
| Русскоязычные издания |                                           |
| Издание               | Оценка                                    |
| 3DNews                | 8/10                                      |
| PlayGround.ru         | 7/10                                      |

Эпизод вышел 2 декабря 2014 года.
В этом эпизоде игрок управляет тремя персонажами — Гаредом Таттлом, оруженосцем лорда Грегора Форрестера, Итаном Форрестером, третьим сыном лорда Грегора Форрестера, и Мирой Форрестер, старшей дочерью лорда Грегора Форрестера.
Гаред:
История начинается с Красной Свадьбы, на которой присутствуют лорд Грегор Форрестер, его старший сын и наследник — Родрик Форрестер, многочисленное войско и оруженосец лорда Гаред, за которого предстоит играть. Гаред замечает странное поведение солдат Фреев, а после начинается резня, унёсшая множество жизней, в том числе Родрика и его отца. Перед смертью Грегор спас Гареда и отдал ему фамильный меч, попросив вернуть его в Железный Холм. Также он дал бывшему оруженосцу поручение: сообщить кастеляну Железного Холма, дяде Гареда — Дункану Таттлу, что Северная Роща не должна быть утеряна.
По пути в Железный Холм Гаред навещает ферму своего отца и застаёт там солдат Уайтхиллов и Болтонов, убивающих скот и жестоко расправившихся с отцом и младшей сестрой юноши. Защищаясь, Гаред убивает одного или двух (на выбор игрока) солдат, после чего оставшиеся противники уходят с обещанием отомстить. Гаред добирается до дома Форрестеров и возвращает меч его истинному владельцу и наследнику Железного Холма, третьему сыну лорда Форрестера — Итану Форрестеру. Убийство солдат или солдата, совершённое Таттлом ранее, не понравилось Ладду Уайхтиллу, так что Форрестеров скоро навестит бастард Хранителя Севера Русе Болтона, Рамси Сноу. Гаред оказывается сослан на Стену, предварительно сообщив дяде послание Грегора и получив указание найти Северную Рощу.
Итан:
Далее игрок управляет Итаном Форрестером, играющим в прятки с сестрой-близнецом Талией и младшим братом Рионом. В Железный Холм без предупреждения приехал Ладд Уайтхилл, требующий встречи с молодым лордом. Итану придётся разрываться между советами кастеляна и мастера по оружию и решить, не давать гостю спуска или же угождать ему. Ладд Уайтхилл обещает возмездие. Элисса, мать Итана, решает отправить письмо своей старшей дочери Мире, чтобы она попросила леди Маргери Тирелл помочь Форрестерам.
Мира:
Игра за Миру Форрестер начинается с момента, когда девушка читает присланное матерью письмо, после чего (на усмотрение игрока) беседует с разносчиком угля, узнавая, что Маргери и Серсея спорили касательно дома Форрестеров. Маргери сообщает Мире о том, что королева-регент Серсея Баратеон считает служанку предательницей, так как её отец и брат служили Старкам и воевали за них. Она просит свою служанку потакать королеве, чтобы не разгневать её. Маргери знакомит Миру с Серсеей и мастером над монетой Тирионом Ланнистером. Здесь игроку предстоит довольно непростой выбор: сказать, кому принадлежит верность Миры — королю или леди Маргери. Если выбрать первое, то королева останется довольной, если же выбрать Маргери, то Серсея скажет, что у Миры нет своего мнения и останется недовольной. В любом случае, она уходит вместе с Маргери, а Тирион вызывается проводить Миру до двери. По пути он предлагает Мире авантюру, которая разозлит Серсею и будет довольно опасной для Форрестеров. Игроку предстоит либо дать согласие, либо отказаться.
Гаред:
По пути на Стену Гаред едва не привлекает к себе внимание воинов Рамси и самого бастарда, свежующего мужчину. Если Гаред предпочтёт убежать, то фрагмент игры закончится, если же останется, то после отъезда Рамси увидит ужасные последствия издевательств Сноу над несчастным человеком.
Мира:
Близится свадьба Маргери и Джоффри, что обсуждают Мира и другая служанка, Сэра. Если предварительно Мира попросила Маргери о помощи, то та сообщит, что её будущий муж отказывается помогать Форрестерам. Мира покидает покои своей госпожи, желая сообщить о неудаче матери, но сталкивается с Томом, тем самым разносчиком угля, который рассказывает, что, включая его, в Гавани есть люди, которые могут оказать Мире помощь.
Итан:
Молодому лорду предстоит выбрать своего Стража, на должность которого есть две кандидатуры — Дункан и Ройланд. Кастелян желает встречать Рамси и Уайтхилла, используя дипломатию, мейстер предлагает заключить сделку — защита в обмен на железноствол, мастер по оружию хочет показать нежеланным гостям силу. Вместе с этим Итану придётся разбираться с вором-дезертиром, решая его судьбу, и узнать, что Элисса послала своего брата Малькольма за вторым сыном Грегора, Эшером, сосланным в Эссос. После собрания малого совета, где были выбраны Страж и условия встречи с Рамси Сноу, начинаются переговоры.
Рамси и Ладд хотят заполучить Железную Рощу, однако бастард признаёт, что с мастерством Форрестеров по обработке железноствола никто не сравнится. Он предлагает разделить леса между Уайтхиллами и Форрестерами, а заодно пытается забрать с собой Талию. Итан вступается за сестру, после чего Рамси его убивает. Ладд забирает Риона в плен и оставляет в Железном Холме своих солдат.

### Episode 2 — «The Lost Lords» (Эпизод Второй— «Потерянные Лорды»)
Цитата этого эпизода: «Я — меч во тьме. Я — Дозорный на Стене.» — Джон Сноу
| Сводный рейтинг | Сводный рейтинг | Сводный рейтинг | Сводный рейтинг |
| Издание         | Оценка          | Оценка          | Оценка          |
| Издание         | PC              | PS4             | Xbox One        |
| --------------- | --------------- | --------------- | --------------- |
| GameRankings    | 74,96 %         | 69,40 %         | 74,92 %         |

Эшер: 
Действие происходит в Юнкае, в старой покинутой таверне спустя три дня после освобождения его Дейнерис Таргариен. Он и его напарница, Бешка, пленили некого работорговца Беззака, за которого им была обещана награда. За Беззаком приходит Забытый Легион, во главе которого стоит Тазал, старый неприятель героев. Легион нарушает сделку, убив Беззака и решив обставить все так, будто Эшер сделал это, не получив полного вознаграждения. Завязывается драка. На помощь Форрестеру приходит Малькольм, в прошлом эпизоде отправленный своей сестрой Элиссой за племянником.
Родрик: 
После резни на Красной Свадьбе Родрик приходит в себя в повозке с трупами, направляющейся к дому Форрестеров, там же находится и его мёртвый отец, Грегор. Повозка добирается до Железного Холма, но Ройланд гонит извозчика прочь, и тот решает скинуть трупы в реку. Родрику удаётся вывалиться на землю, после чего его подбирают и относят в чертог. Мейстер обрабатывает его раны. Талия рассказывает брату обо всем, что случилось ранее.
Гаред: 
Гаред добирается до Стены и знакомится с новобранцем Коттером и командиром Беспалым. Коттер говорит не обращать внимания на занудство последнего. С Беспалым у Гареда отношения не складываются.
Родрик:
Родрик присутствует на Малом Совете, где решается, что нужно делать, чтобы сразиться с Болтонами. Леди Форрестер предлагает Родрику жениться на его возлюбленной, Элейне из рода Гленмор, и тем самым заключить союз между семьями и вместе сразиться с противниками. На всякий случай они пишут письмо Мире с просьбой о помощи.
Мира: 
Мира пишет приглашения на свадьбу Маргери, но получает письмо из дома Форрестеров и узнаёт, что её мать снова просит помощи со свадьбой Родрика. Маргери не берёт на себя такой риск. Когда она уходит, у Миры появляется выбор: самой написать письмо семье Гленмор от имени будущей королевы с просьбой о женитьбе или же не делать этого.
Гаред: 
Гаред присутствует на собрании, где знакомится ещё с одним рекрутом, Финном, с которым у него возникает взаимная неприязнь. Чтобы показать свои способности, Гаред показывает, что умеет сражаться мечом, стрелять из арбалета и демонстрирует физическую силу. В отместку за издевательства Коттер ворует кинжал Финна, отчего последний, заметив пропажу позднее, приходит в ярость. Гаред может сдать знакомого или же прикрыть его, в любом случае причастность Коттера доказана не будет, а во втором случае между Гаредом и Финном завяжется потасовка. Беспалый посылает Гареда на вершину Стены вместе с Джоном Сноу.
Мира: 
Мира и Сэра гуляют по саду. Сэра показывает Мире украденное дорогое вино и рассказывает ей свой секрет: она является бастардом. Сэра хочет, чтобы Мира попросила о помощи Маргери с её будущей свадьбой. Служанок замечает Тирион Ланнистер и сообщает о том, что в Гавань прибыли купцы лорда Уайтхилла с целью продать железностволы. Мира присутствует на встрече и она сообщает, что сделку с короной заключат Форрестеры. Вместе с Тирионом она обсуждает дальнейший план действий.
Эшер:
Малкольм убеждает Эшера отыскать армию. Вместе с Бешкой покидают Юнкай и решают найти помощь в Миэрине, куда Бешка не сильно рвётся пойти по пока неизвестной причине.
Мира:
Мира возвращается в свои покои, но замечает, что её комнату кто-то обыскал и оставил записку. Незваный гость назначил Мире встречу вечером в саду.
Родрик: 
Родрик готовится к встрече со своей возлюбленной. Элейна Гленмор видится с Родриком, и, в зависимости от действий Родрика и Миры ранее, она может как согласиться выйти замуж, так и отказаться. В дом Форрестеров снова прибывает лорд Уайтхилл. Элисса просит его привезти Риона на похороны брата и отца, Ладд согласится лишь в том случае, если Родрик преклонит перед ним колено и поцелует его кольцо. Если же нет, Рион на похоронах присутствовать не будет, но Элейна одобрит непокорность Родрика. Также Уайтхилл сообщает, что собирается отобрать у Форрестеров всю Железную Рощу.
Гаред:
Джон Сноу разговаривает с Гаредом о резне на Красной Свадьбе и о его будущих намерениях. Джон просит Гареда быть терпеливее и приобщиться к новому обществу.
Мира:
Мира выходит в сад поздним вечером, дабы встретиться с загадочным незнакомцем. В результате она встречает гвардейца по имени Дэмиен, которого уже встречала ранее, во время переговоров с купцами Уайтхилла. Тот говорит Мире, что она не знает своих настоящих врагов и бросается на неё с ножом. Миру спасает разносчик угля, Том, но сам оказывается на волоске от смерти. У Миры есть выбор: убить Дэмиена или же убежать (в любом случае Том останется жив). Если Дэмиен был убит Мирой, то она должна решить, выбросить его нож или оставить при себе.
Родрик:
Форрестеры присутствуют на похоронах Грегора и Итана. В зависимости от предыдущего выбора, может присутствовать Рион или же Гвин Уайтхилл, дочь Ладда и возлюбленная Эшера, отчего тот и был сослан в Эссос. Леди Форрестер просит Родрика не сдаваться и продолжать битву с Болтонами ради своего дома. Родрик прощается с братом и отцом и поджигает их погребальные костры. Эпизод заканчивается поминальной песней Талии в честь потерянных лордов.

### Episode 3 — «The Sword in the Darkness» (Эпизод Третий — «Меч во Тьме»)
Цитата этого эпизода: «Дракарис!» — Дейенерис Таргариен.
| Сводный рейтинг | Сводный рейтинг | Сводный рейтинг | Сводный рейтинг |
| Издание         | Оценка          | Оценка          | Оценка          |
| Издание         | PC              | PS4             | Xbox One        |
| --------------- | --------------- | --------------- | --------------- |
| GameRankings    | 76,52 %         | 71,29 %         | 81,25 %         |

Эшер:
Эшер, Бешка и Малкольм отправляются в Миэрин, дабы найти там армию наёмников. За ними гонится Забытый Легион. Эшер находит укрытие в пещерах, но Забытый Легион находит их. В пещере также находится один из драконов Кхалиси (Дрогон). Бешка сражается с драконом, а Малкольм с Легионом. Игрок может помочь лишь одному из них. Герои побеждают Легион, а Дракон вылетает из пещеры.
Гаред:
Беспалый распределяет братьев на Стене по должностям. Гаред становится разведчиком. Все, кто обещал дать клятву, отправляются в Богорощу. По пути Джон Сноу убеждает Гареда наладить отношения со своими братьями. Дойдя до Богорощи, Гаред вместе с остальными даёт клятву. Вернувшись на Стену, Гареда навещает дядя Дункан. Он напоминает Гареду о Северной роще, о которой упомянул Грегор Форрестер перед своей смертью. Дядя даёт Гареду карту, по которой можно найти эту рощу и предупреждает, что возможно ему придётся вскоре покинуть Ночной Дозор и нарушить клятву.
Мира:
Сэра хочет выйти замуж, чтобы исправить своё положение и просит Миру никому об этом не говорить, в частности леди Маргери.
Том, угольщик, который спас Миру, предупреждает её об опасности. Гвардейцы пытаются разузнать подробнее об исчезновении (смерти) Дэмиена.
Серсея говорит Маргери, что на свадьбе Джоффри нет мест для служанок, и просит её оградить Миру от Тириона. Маргери сначала не понимает о чём говорит Серсея, но Мира всё ей объясняет. Маргери возмущена тем, что Мира просит о помощи у Тириона Ланнистера без её ведома и сообщает Мире, что если это повторится, Мире придётся покинуть Королевскую Гавань.
Родрик:
В Железный Холм прибывает сын Ладда Уайтхилла — Грифф. Он будет командовать армией Уайтхиллов в Железном Холме и управлять Железной рощей, принадлежащей Форрестерам. Семья Форрестеров не согласны с решением Гриффа, но ничего не могут поделать. К тому же им придётся подумать о Рионе, который все ещё в плену у Уайтхиллов на Вершине. Игрок должен выбрать одну из двух стратегий: избавиться от Гриффа или же придумать план спасения Риона. После принятого решение Дункан говорит Родрику, что есть запасной план (помимо свадьбы с Элейной Гленмор). Дункан предлагает встретиться (вновь) с Гвин Уайтхилл — дочь Ладда, сестра Гриффа и бывшая девушка Эшера.
Мира:
Мира и Сэра сопровождают леди Маргери перед свадьбой. К ним подходит Тирион и просит Миру на пару слов. Игрок может пойти или же остаться с Маргери. Если игрок пойдёт, Тирион сообщит о том, что согласился купить Железностволы Форрестеров.
Гаред:
На Стену прибывает новобранец — Бритт, тот самый человек, кто убил семью Гареда после Красной Свадьбы. Джон Сноу просит Гареда не делать глупостей.
Мира:
Свадьба Джоффри и Маргери началась. Мира и Сэра стоят неподалёку от места свадьбы. Мира встречает лорда Моргрина. Тот предлагает ей взаимовыгодную сделку. Но Мира не успевает ответить — Джоффри задыхается на свадьбе и умирает. Серсея винит во всём Тириона и велит его арестовать. Лорд Моргрин говорит, что возможно сделка теперь не состоится, так как ему нужен указ Тириона. Указ находится в его покоях. Мира бежит туда, чтобы найти указ. В этом ей помогает Том.
Родрик:
Дункан назначает встречу Родрика с Гвин у разрушенной рощи Железностволов. Гвин сообщает Родрику, что Уайтхиллы знают о всех планах и слабостях Форрестеров, так как в доме Форрестеров есть предатель. И вскоре Уайтхиллы нанесут атаку на Форрестеров. Гвин просит Родрика подчинится Гриффу, так как это может спасти Риона и всю семью.
Родрик возвращается домой и сообщает обо всём своей матери. Люди Гриффа врываются в Чертог и издеваются над Форрестерами, инициируя смерть Итана. Родрик может врезать одному из них или же проявить сдержанность.
Гаред:
Джон готовит братьев к походу на север от Стены. Гаред становится добровольцем. Джон этому рад, однако говорит, что Бритт тоже едет в поход. Он просит Гареда не создавать проблем, а вдобавок найти себе соратника. Гаред подходит к Финну и Коттеру. Он узнаёт, что Коттер стащил у него карту, ведущую к Северной роще. Коттер говорит, что знает как её найти. Финн им не верит и уходит. Пока Финн ушёл, Коттер рассказывает Гареду свой секрет: Коттер раньше был Одичалым. Его поймали за кражу и отправили на Стену. Коттер собирается дезертировать и попытается найти Северную рощу и зовёт с собой Гареда.
Эшер:
Эшер, Бешка и Малкольм добираются до Миэрина и просят помощи у одноглазого Крофта. Тот говорит, что подчиняется лишь Кхалиси, а она сейчас не в духе, ведь её дракон потерян. Эшер говорит, что видел дракона и готов рассказать об этом Кхалиси.
Гаред:
Гаред стоит на посту на вершине Стены. Туда поднимается и Бритт. Он подробно рассказывает о том, как убивал отца Гареда и его сестру. Между ними развязывается жестокая драка. Вне зависимости от действий игрока, Бритт умирает (на вершине или же подножии Стены). Свидетелем смерти становится Финн.
Родрик:
Грифф обвиняет Талию в том, что она напала на одного из его людей, хотя она просто защищалась. Между ним и Родриком начинается разборка. Грифф в ходе разборки может причинить вред Талии или же Дункану. Грифф будет требовать повиновения у Родрика (трижды). Игрок может сдаться или же постоять за себя и свой дом.
Мира:
Мира успевает сбежать с конвертом — указом. У игрока есть выбор: сохранить или же сжечь конверт.
Эшер:
Эшер видится с Кхалиси — Дейенерис Таргариен. Она требует, чтобы Эшер рассказал всё, что знает о её драконе.

### Episode 4 — «Sons of Winter» (Эпизод Четвёртый — «Сыны Зимы»)
Цитата этого эпизода: «Мёртвые тебя пугают?» — Белый ходок.
| Сводный рейтинг | Сводный рейтинг | Сводный рейтинг | Сводный рейтинг |
| Издание         | Оценка          | Оценка          | Оценка          |
| Издание         | PC              | PS4             | Xbox One        |
| --------------- | --------------- | --------------- | --------------- |
| GameRankings    | 76,00 %         | 75,29 %         | 80,00 %         |

Гаред:
Беспалый обвиняет Гареда в смерти Бритта. В зависимости от выбранных ранее действий Финн может вступиться за Гареда и рассказать, что Бритт напал первый, однако Беспалый всё равно собирается казнить Гареда, говоря что на его руках кровь брата. Джон не заступается за главного героя. Гареда бросают за решётку.
Эшер:
Эшер просит помощи у Дейенерис Таргариен. Но она не верит в россказни про дракона и требует доказательство, можно показать: зуб Дрогона или ожоги. Но Дейенерис говорит, что занята освобождением города Миэрин, в котором процветает рабство. Дейенерис уже отказывает в помощи, но либо Эшер, либо Малкольм говорят, что Бешка знает город. Они заключают сделку: Эшер и Бешка помогут захватить город, и за это Дейенерис поможет им. Но если они не справятся, она убьёт Малькольма. Бешка разозлена таким поворотом событий.
Родрик:
Сир Ройланд обучает Родрика отвлекающим манёврам приёмам. Во время тренировочной схватки к ним подходят Дункан и Элейна Гленмор со своим братом Артуром. Она просит оставить её с братом и Родриком наедине. Те говорят, что их отец собирается выдать Элейну замуж за Гриффа. Они с этим не согласны и хотят помочь Родрику свергнуть Гриффа с престола с помощью своей небольшой армии. Родрик соглашается и остаётся наедине с Элейной. Ему также выпадает возможность поцеловать её.
Мира:
Мира сидит в коридоре, читает письмо и к ней подбегает Том, рассказывая то, что узнал, останавливаясь и замолкая, когда проходит рядом стражник. Том рассказывает, что её брат был прав, и что Ладд Уайтхилл замыслил заговор против дома Форрестеров. В этом замешан кто-то в Королевской Гавани, Уайтхилл ему присылает золото на осуществление плана. Этот кто-то будет на коронации Томмена, брата Джоффри. Мира не может попасть на коронацию Томмена, так как леди Маргери запретила ей быть на ней. Том предлагает Мире попросить помощи у Сэры, чтобы попасть на коронацию.
Гаред:
Гаред сидит в заключении, в тёмной комнате. На улице разговаривают стражники, которые решают уйти поесть, надеясь, что заключённый замёрзнет. После того, как Гаред осматривается и забирает припасы со ржавым мастерком, к двери подходит Коттер и говорит, что попытается взломать замок, но это будет бессмысленно. Гаред говорит про подвижный камень, на котором петля двери прикреплена и начинает поддевать его мастерком. Камень выскакивает и совместными усилиями они вытаскивают его. Гаред пролазит в образовавшуюся щель. Они начинают красться и Таттл чуть не натыкается на стражника, однако пролезает под телегой, а охранник уходит. Коттер подбегает и берёт меч из стойки. В зависимости от выбранных действий может появиться Финн и предложить пойти с ними. Появляется выбор: оставить Финна или взять с собой. Решаем брать его или нет. И беглецы уходят, в зависимости от выбора, Финн после их ухода поднимает тревогу. Они проходят возле Богорощи и отказываются от клятвы, а в это время начинают бить тревогу в Чёрном Замке.
Родрик:
Родрик, Элейна и Артур с небольшой армией приходят в Железный Холм, где во дворе их встречает Элисса. Она говорит, что Грифф «вышел из-под контроля». Родрик даёт команду солдатам Артура, чтобы по его команде (удар тростью) они были готовы вмешаться в предстоящий разговор с Гриффом. Родрик и Элейна заходят в главный зал, где Грифф избивает мейстера. Разговор не задаётся и Родрик может использовать изученный приём на Гриффе, после чего даёт команду. Родрик решает сдержаться или его жестоко избить, в любом случае, Грифф оказывается со своим гарнизоном в плену, а воронов убивают, чтобы никто не смог сообщить о произошедшем Уайтхиллам.
Эшер:
Эшер замечает Бешку и Крофта в шатре. Она пьёт перед вылазкой, а Крофт недоволен этим. Бешка бьёт кулаком Крофта в живот. Крофт уходит. Эшер хочет узнать подробности, после чего разъярённая Бешка пытается ударить его. Можно будет подраться или же не делать этого. Бешка наставляет на Эшера меч, но, отступившись, говорит, что в Миэрине она была рабыней у некого Дезора зо Разы и рассказывает о её суровом детстве.
Мира:
Мира стоит возле входа на празднование коронации Томмена. Сэра идёт со своим ухажёром, Мира просит Сэру провести её на празднование и Сэра говорит стражнику, что эта служанка с ней, они проходят. Позже Мира знакомится с лордом Гарибальдом Тарвиком, мужчиной, с которым пришла Сэра. А в это время Мира замечает лорда Андроса и лорда Моргрина, они о чём-то спорят. Можно с ними поговорить и подслушать их. В итоге, Моргрин рассказывает, что его вытеснили из торговли железностволами, Андрос теперь эксклюзивный агент лорда Уайтхилла в Королевской Гавани, также выясняется, что Лайман Ланнистер союзник Андроса. Мира подходит к нему и разговаривает по поводу общих дел с Андросом, однако тот вмешивается и кричит, чтобы Мира Форрестер не лезла в их дела. В это время приходит леди Маргери и служанка отворачивается, а Сэра заметив это, уводит Маргери подальше. Мира завела разговор с Тарвиком и узнаёт, что Лайман Ланнистер получил травму и теперь зависим от макового молока. Также можно сказать правду по-поводу Сэры, что она бастард — Сэра Флауэрс или соврать на счёт её родословной. Позже выясняется у Лаймана Ланнистера, что лорд Андрос получает большие деньги и нанимает наёмников, сотнями для лорда Уайтхилла, чтобы смести Железный Форт. Если не шантажировать Ланнистера, то он поблагодарит за доброту и разорвёт все деловые отношения с Андросом (в любом случае). Андрос будет в ярости кричать, а Мира что-нибудь скажет ему, ухмыльнувшись, и уйдёт с празднования коронации, так и незамеченная леди Маргери.
Гаред:
Бежавшие вороны идут на север в Северную Рощу, у них заканчивается еда, они беспокоятся, однако успевают наткнуться на Вольный Народ. Их окружили, Коттер выходит из-за укрытия, чтобы переговорить с ними. Но разговор не задаётся и Коттера прижали к дереву, загнав в ловушку. Есть выбор: напасть, сидеть в укрытии, показать себя. В любом случае, разгорается бой. Однако если отсиживаться, то Коттера начнут пытать, а одичалые начнут рыскать в поисках Дозорных. Вне зависимости от выбора — Коттера ранят в плечо (два раза, если не выходить). В последний момент боя, есть ещё один выбор: застрелить или же пощадить одичалую женщину, которая украла последние припасы еды.
Родрик:
Родрик с Талией говорят о недавних событиях и пленении Гриффа. Позже приходят Эллиса, Ройланд и Дункан. Ладд Уайтхилл предложил прийти на переговоры на Вершину. Они обсуждают дальнейшие действия и сходятся на том, чтобы обменять Гриффа на Риона. Можно выбрать: идти с Гленморскими солдатами или оставить их. Также выбирается советник: Дункан или Ройланд. Когда эти двое выходят из башни, то начинается разговор о предателе между Талией, Родриком и Эллисой. Мы видим, как закрывают Гриффа в темнице.
Эшер:
Малькольм идёт с двумя стражниками и прощается с племянником. Приходит Бешка, и вместе они идут к Крофту и Дейенерис. Там они обсуждают план по уничтожению предупредительных маяков в Миэрине. Мы видим город Миэрин, видим, как крадутся по городу Крофт, Эшер и Бешка. Крофт достаёт арбалет и возводит в него болт, после того, как они прокрадываются слышны стоны, из двери вылетает раб, его избивают стражники, позже они уходят, а Бешка подбегает к нему. Они разговаривают, и раб погибает от полученных травм. Бешка срывается и убегает мстить своему бывшему господину — Дезору зо Разе. Можно отговорить Бешку, позволить ей свершить вендетту или же самому убить нерадивого господина. Все трое возвращаются к миссии.
Гаред:
Дезертиры прибывают в старый охотничий лагерь, где Гаред осматривает рану Коттера. Гареду ничего не остаётся, как осмотреться в лагере. Как вдруг, он натыкается на белокурую девочку из Вольного Народа. Напряжение накаляется, но приходит Коттер. Оказывается, что это сестра Коттера — Сильви. Она знает, как можно найти Северную Рощу.
Родрик:
Родрик, Эллиса и Дункан/Ройланд приходят на Вершину, где их встречает Гвин Уайтхилл. Родрик и Гвин разговаривают наедине. И все они идут в тронный зал, но Родрик обращает внимание на картину. Гвин говорит, что Ладд Уайтхилл всегда защищал Гриффа от его братьев, ведь «Уайтхилл всегда остаётся Уайтхиллом». В тронном зале стоят арбалетчики по периметру на втором этаже. Вскоре появляется лорд Уайтхилл и все садятся за стол обсуждать план Ладда на полный захват Железного Форта и Форрестеров, однако Родрик говорит, что Грифф захвачен, как и его гарнизон. Ладд Уайтхилл приводит Риона и начинает шантажировать Форрестеров. Есть выбор: заключить сделку, распознать блеф или же молить о пощаде. В любом случае, они заключают сделку на обмен. Родрик и все сопровождающие покидают Вершину.
Эшер:
Команда оказывается возле северной башни с маяком. Они пробираются, снимая стражу. Крофт начинает караулить дом с остальными стражниками, в то время как Эшер и Бешка начинают атаку. Разгорается бой. Стража вырывается и Крофт начинает с ними сражаться. Кто-то из стражников поджигает фитиль, но Эшер разрубает его топором. Тут появляется ещё один враг с факелом, однако Эшер успевает топором сломать ручку маяка и тот падает. Задание выполнено. Вдруг Эшер и Бешка вспоминают про Крофта, однако тот живой выходит из переулка, перебив всех. Миэрин захвачен.
Родрик:
Родрик, Эллиса и Дункан/Ройланд возвращаются на Железный Форт. Но тут их ожидают погром и отсутствие людей. Родрик входит в тронный зал и замечает Рамси Болтона. Тот говорит, что давно хотел увидеть нового лорда…

### Episode 5 — «A Nest of Vipers» (Эпизод Пятый — «Змеиное гнездо»)
Цитата этого эпизода: «Играя в игру престолов ты либо выигрываешь либо умираешь.» — Серсея Ланнистер.
| Сводный рейтинг | Сводный рейтинг | Сводный рейтинг | Сводный рейтинг |
| Издание         | Оценка          | Оценка          | Оценка          |
| Издание         | PC              | PS4             | Xbox One        |
| --------------- | --------------- | --------------- | --------------- |
| GameRankings    | 71,40 %         | 71,18 %         | 76,00 %         |

Вышел — 21 июля 2015 года.
В качестве наказания за возмездие Родрика против Гриффа Рамси Сноу решает больше не принимать ничью сторону и говорит, что Форрестеры и Уайтхиллы должны сражаться друг с другом до смерти.
Основываясь на решениях игрока, Талия узнаёт, что Дункан/Ройланд — предатель семьи, а Родрик объявляет войну сопернику.
В Эссосе Эшер, Бешка и Малкольм вынуждены искать другую группу наёмных солдат после провала их сделки с Дейенерис. Эшеру удаётся убедить группу безжалостных наёмников присоединиться к борьбе его семьи в Вестеросе.
Малькольм решает остаться в Эссосе, служа Дейенерис.
За Стеной Гаред и его спутники обнаруживают сестру Коттера, но они попадают в засаду Белых ходоков и, следовательно, вынуждены продолжать поиски Северной рощи.
В Королевской гавани Мира запугана Серсеей и вынуждена попытаться получить информацию от Тириона в тюремной камере.
Эшер и Бешка достигают Севера со своей группой наёмных бойцов и встречаются с Родриком, воссоединённые братья и их маленькая армия сразу же попадают в засаду многочисленных людей Гриффа.
Игроку предоставляется трудный выбор, кто из братьев должен выжить: Ашер или Родрик

### Episode 6 — «The Ice Dragon» (Эпизод Шестой — «Ледяной Дракон»)
Цитата этого эпизода: «Они могут жить в моём новом мире или же умереть в своём старом.» — Дейенерис Таргариен.
| Сводный рейтинг | Сводный рейтинг | Сводный рейтинг |
| Издание         | Оценка          | Оценка          |
| Издание         | PC              | PS4             |
| --------------- | --------------- | --------------- |
| GameRankings    | 71,42 %         | 71,00 %         |

Гаред:
Гаред вместе с друзьями добираются до Северной Рощи, но их преследует медведь. Им удаётся оторваться. Они находят небольшую деревушку посреди Рощи. Гаред сообщает жителям деревни о том, что он посланник Грегора Форрестера. Вождь племени Джозера ему не верит, но его сестра Эльзера доверяет Гареду и признаётся, что они с братом — бастарды лорда Форрестера. Джозера — варг, управляющий своим медведем, а Эльзера практикуется на кровавой магии, чтобы управлять одичалыми, однако её сила слабеет с каждым днем. На лагерь нападают вихты и Гареду приходится защищать Рощу. Если Финн погиб в предыдущем эпизоде, то он окажется одним из живых мертвецов. Одичалым удаётся отразить атаку.
В это время Коттер находится в шатре в тяжелейшем состоянии. Сильви просит Гареда отравить Коттера, дабы избавить его от мучений. В свою очередь, Эльзера просит использовать бьющееся сердце Коттера в целях укрепления её силы. Гаред может выбрать лишь один из этих способов. После кремации Коттера бастарды Форрестера интересуются дальнейшими действиями. Игрок может предложить остаться и защищать Северную Рощу или же отправиться в поход на юг.
Мира:
Направляясь в покои Леди Маргери, Мира слышит, как Маргери отчитывает Сэру. Последняя недовольна поведением своих служанок, так как они выставляют её в дурном свете, а ведь она все ещё не вышла замуж за Томмена и её положение не так крепко. Она также говорит Мире, что Сэра оклеветала Миру, пытаясь спасти свою шкуру, после чего просит сказать правду — кто из девушек предложил без приглашения заявиться на коронацию Томмена. Игрок может подтвердить, что Сэра говорит правду, или же сказать, что Сэра лжёт. В первом случае мы теряем покровительство Маргери, во втором случае его теряет Сэра — её отправляют обратно в Хайгарден.
Мира уходит и встречает по пути Тома. Он сообщает, что стражники обыскивают покои Миры, так как подозревают её в убийстве, и ей приходится бежать. Она натыкается на Моргрина, который даёт взятку стражникам, что преследуют Миру, дабы те оставили её в покое. Он так же предлагает подвести Миру туда, куда ей надо. По дороге Моргрин выражает своё восхищение тем, что Мире удалось избавиться от его главного конкурента, Андроса. А затем признаётся, что с момента первой встречи он знал, что Мира будет создавать проблемы, поэтому Моргрин подослал к ней убийцу. Спасение девушки оказалось трюком, и Моргрин привёз её прямиком к воротам тюрьмы, где её уже поджидает стражник. Он выталкивает девушку из паланкина и её сразу же арестовывают.
Спустя некоторое время Моргрин приходит навестить Миру и предлагает выйти за него замуж. Он признаётся, что не учёл того, что в случае гибели двух оставшихся братьев Мира станет наследницей Железного Холма. Он даёт понять, что будет пресекать любые признаки неповиновения, а главной задачей Миры станет рождение наследников.
Мира может отказаться от предложения, и тогда её казнят сразу после Андроса. Если Мира согласится, она даёт показания против Тома, и тогда казнят его.
Эшер/Родрик:
В конце прошлого эпизода удалось выжить лишь одному из братьев Форрестеров. Выживший направляется со своим войском на Железный Форт и сообщает о гибели брата. Вскоре Форрестеры получают известие о том, что к ним направляются Уайтхиллы со своей армией, а значит нужно придумать план. В случае Эшера, можно попробовать отравить Уайтхиллов, устроить засаду или же сдаться. Родрик же проникнет в лагерь Уайтхиллов, дабы устроить засаду или же спасти Риона. Вне зависимости от действий игрока, бойня состоится, и в этом бою можно убить лишь одного из Уайтхиллов (Ладда или Гриффа), тогда как второй натравит свою армию на Дом Форрестеров. Во время боя погибает большинство войска из Эсоса, Леди Форрестер, а главный герой получает тяжелейшие травмы. Его в последний момент спасает Страж Дома. Ройланд/Дункан сажает Лорда на лошадь и выпроваживает прочь. Дом Форрестеров гибнет на глазах у его лорда.
Выживший Лорд сползает с лошади посреди разрушенной Рощи Железностволов, и там его находит Талия, а вместе с ней Гвин/Дункан/Ройланд.
В последней сцене нам показывают Бешку, которой удалось спасти Риона и сбежать.

## Отзывы и продажи
| Сводный рейтинг | Сводный рейтинг |
| Агрегатор       | Оценка          |
| --------------- | --------------- |
| GameRankings    | 66,18 %         |

Летом 2018 года, благодаря уязвимости в защите Steam Web API, стало известно, что точное количество пользователей сервиса Steam, которые играли в игру хотя бы один раз, составляет 598 965 человек.

## Продолжение
Telltale Games подтвердила, что планируется второй сезон Game of Thrones: A Telltale Game Series.
В интервью The Hollywood Reporter, генеральный директор студии, Кевин Брунер, рассказал, что принятые во время прохождения первого сезона решения отразятся на событиях второго. Кроме того, он подтвердил, что это было спланировано заранее.
«Я не могу пока что рассказать вам ничего больше» — добавил Брунер.
Брунер сравнил работу над игрой с созданием телевизионного сериала: в офисе везде расклеены листочки с заметками, а на белой доске выстроены хитроумные схемы. Когда состоится выпуск второго сезона Game of Thrones: A Telltale Game Series, Брунер прокомментировать не смог, но подтвердил, что процесс создания игры в самом разгаре.
Позднее разработка продолжения была отменена в связи с банкротством студии. Восстановленая Telltale не получила прав на разработку Game of Thrones Season 2.